# Они выбирали свободу
Они выбирали свободу — четырёхсерийный документальный фильм 2005 года, посвящённый истории диссидентского движения в СССР. Фильм снят принадлежащей Владимиру Гусинскому телекомпанией Overseas Media, его автор — руководитель вашингтонского бюро телеканала RTVI Владимир Кара-Мурза-младший. По словам автора, к созданию фильма его подтолкнула нынешняя ситуация в России, когда «героями пытаются представить душителей и чекистов». Он же хотел показать «настоящих героев, которые не прогнулись перед самым мощным в мире тоталитарным государством».
Про создании фильма Владимир Кара-Мурза сказал следующее: «Я по образованию историк. Ещё когда учился в Кембриджском университете, я занимался немножко историей диссидентского движения, и уже несколько лет я, в принципе, вынашивал планы создания какой-то исторической хроники о диссидентском движении. Сначала я думал сделать это в письменной форме, но поскольку я уже два года работаю на телевидении, то посчитал, что даже лучше было бы, с точки зрения популяризации этой истории, популяризации этой идеи, распространения ее, даже лучше было бы сделать это в формате телевизионного документального фильма. И я очень благодарен руководство нашей телекомпании, прежде всего Владимиру Гусинскому и Игорю Малашенко, за то, что они поддержали мое начинание, поскольку понятно, что это абсолютно некоммерческий, а чисто просветительский проект. Я благодарен за то, что он мог быть осуществлен на телекомпании „RTVR“».

## Содержание
В фильме представлены интервью-воспоминания участников правозащитного движения 1960-х-1980-х гг.: Елены Боннэр, Владимира Буковского, Натальи Горбаневской, Владимира Дремлюги, Александра Есенина-Вольпина, Павла Литвинова, Сергея Ковалёва, Наума Коржавина, Эдуарда Кузнецова, Юрия Орлова, Александра Подрабинека, Виктора Файнберга, Анатолия (Натана) Щаранского.
Фильм рассказывает об основных вехах диссидентского движения: появлении открытого инакомыслия на рубеже 1950-х-1960-х гг., поэтических чтениях на площади Маяковского, возникновении и развитии Самиздата, издании неподцензурного бюллетеня «Хроника текущих событий», «митинге гласности» на Пушкинской площади в декабре 1965, демонстрации на Красной площади в августе 1968, а также о государственных репрессиях против инакомыслящих: тюрьмах, «карательной психиатрии», насильственных высылках из страны. В третьей серии фильма рассказывается о событиях августа 1991 и обсуждаются причины крушения советской власти. В заключительной серии участники фильма рассуждают о современной России и о дальнейших перспективах.

## Распространение
Премьера фильма состоялась на телеканале RTVI. На Европу, страны СНГ и Израиль фильм вышел в эфир 22 и 29 октября, 5 и 12 ноября На США и Канаду — 23 и 30 октября, 6 и 13 ноября.
1 декабря 2005 года в Общественном центре им. А. Д. Сахарова в Москве состоялась российская презентация документального фильма. В рамках презентации со вступительным словом выступил автор фильма. После его показа состоялось обсуждение, в котором приняли участие бывшие советские диссиденты Сергей Ковалёв и Александр Подрабинек, а также писатель Виктор Шендерович. На просмотр фильма в музей Сахарова пришли около 70 участников диссидентского движения и правозащитников.
В России фильм решено было распространять бесплатно на кассетах, компакт-дисках и через Интернет. По словам Владимира Кара-Мурза, «нет ни одного телеканала, который мог бы его показать».
В июне 2006 фильм демонстрировался в Доме кино Екатеринбурга.
26 февраля 2007 года в Гарвардском университете (США) прошёл семинар, посвященный документальному фильму «Они выбирали свободу». По приглашению Гарвардского университета на семинаре выступил автор фильма Владимир Кара-Мурза. По его словам, фильм стал заочным ответом на попытки сегодняшней российской власти переписать отечественную историю и представить в качестве национальных героев сотрудников органов госбезопасности. По мнению Кара-Мурзы, настоящие герои — эти люди, которые нашли в себе мужество сопротивляться диктатуре и, невзирая на жестокие репрессии, отстаивали свободу и человеческое достоинство. Семинар в Гарвардском университете был организован Сахаровской программой по правам человека, учрежденной с целью ознакомления студентов и аспирантов Гарварда с историей борьбы за демократию и права человека в бывшем Советском Союзе и странах Восточной Европы. Директор программы Татьяна Янкелевич подчеркнула важность фильма «Они выбирали свободу» для сохранения исторической памяти о диссидентском движении в Советском Союзе.
3 июня 2014 года в Лондоне при поддержке Пушкинского дома и Института современной России состоялся показ документального фильма «Они выбирали свободу». Фильм был переведен и озвучен на английском языке по заказу Института современной России в рамках программы института по сохранению памяти о людях, посвятивших свои жизни борьбе за свободу и права человека в России.
.